# Андрей Туполев
Вижте пояснителната страница за други личности с името Туполев.
Андрей Николаевич Туполев е съветски авиоконструктор и пионер в тази област, академик на Академията на науките на СССР, генерал-полковник-инженер (1968), трикратен Герой на социалистическия труд (СССР) (1945, 1957, 1972), Герой на труда (РСФСР) (1926). Той проектира съветските самолети с марки АНТ и Ту. Най-известните му пътнически самолети са Ту-104, Ту-134, Ту-154 и свръхзвуковият Ту-144. Създава над 100 типа самолети, 78 от които поставят световни рекорди. В знак на признателност към делото му Британското кралско въздухоплавателно дружество и Американският институт по аеронавтика и астронавтика (AIAA) го правят свой почетен член.
Туполев е водещ конструктор в Аерохидродинамическия институт (ЦАГИ) в Москва от 1929 година до смъртта си през 1972 година. Там се създават предимно бомбардировачи и пътнически самолети. Може би най-известният боен самолет на Туполев е Ту-95, част от развито семейство стратегически бомбардировачи, разузнавателни и противоподводни самолети.
Туполев е възпитал плеяда видни авиоконструктори и учени, оглавяващи самолетни Опитни конструкторски бюра (ОКБ). В това число В. М. Петляков, П. О. Сухой, В. М. Мясищев, А. И. Путилов. В. А. Чижевский, А. А. Архангелский, М. Л. Мил, А. П. Голубков, И. Ф. Незвал.

## Биография
Туполев е арестуван през 1937 година заедно с над 20 известни авиоспециалисти по обвинения за създаване на руска фашистка партия. Скоро всички обвиняеми с изключение на Туполев и конструктора Владимир Петляков са разстреляни. Туполев е преместен в Болшево край Москва през 1939 г., където е разположен Специалният технически отдел (СТО) на НКВД, станал известен като „шарага“ (също „шарашка“ – затвор-конструкторско бюро) за авиоконструктори, където работят много от колегите му от ЦАГИ. Скоро шарагата е преместена в Москва и става известна като „Туполевка“. Официално Туполев е осъден през 1940 година на 15 години затвор. Като награда за успешното завършване на проекта бомбардировач 103 („СТО три“), по-късно означен Ту-2, той е освободен през 1944 година „за изпълнението на важни отбранителни задачи“, но е лишен от граждански права. Реабилитиран е чак две години след смъртта на Сталин – през 1955 година, преди началото на изпитанията на Ту-95.
Съзатворник на Туполев е български лекар, който го лекува. Това прави конструктора радетел за дружба с България. Години по-късно той е избран за председател на Всесъюзното дружество за Съветско-българска дружба, какъвто остава до кончината си. Тази му позиция дава на Българската гражданска авиация (БГА) възможността да усвои ред конструирани от него самолети и модификациите им преди износа им за други клиенти извън СССР.
Късният Туполев е прочут с политическия си нюх и със съсредоточеността си за добиване на срочни, сносни резултати.
Туполев умира на 84 години. Синът му Алексей Туполев (1925 – 2001) също е известен авиоконструктор.